# Трейл
Окръг Трейл (на английски: Traill County) е окръг в щата Северна Дакота, Съединени американски щати. Площта му е 2235 km², а населението - 8013 души (2017). Административен център е град Хилсбъро.